# کی وان
K-1 یک سازمان جهانی سبک کیک بوکسینگ است که برای ارتقای کیک بوکسینگ، در توکیو ژاپن توسط کازیوشی ایشی تأسیس شده، که خود یک مبارز سابق کیوکوشین کاراته بوده‌ است.
قوانین K-1 شبیه به کیک بوکسینگ، اما برای ترویج مسابقات هیجان انگیز، ساده تر از آن است و ممکن است پایان مسابقه با ناک اوت فرد بازنده همراه باشد.
تفاوت اصلی قوانین کیک‌بوکسینگ در K-1 و کیک بوکسینگ معمولی و غیر سازمانی در استفاده از زانو است که در K-1 مجاز و در کیک بوکسینگ ممنوع است.
کی وان (به انگلیسی: K-1) که حرف k در آن نشان حرف اول رشته‌هایی چون کاراته، کیک بوکسینگ، کونگ فو و… و همچنین ۱ نشان نامبروان بودن مسابقات و فایترهای شرکت‌کننده در مسابقات است. این مسابقات از سال ۱۹۹۳ میلادی شروع به کار کرد و بنیان‌گذار آن کازویوشی ایشی است که خود یک کیوکوشین کار می‌باشد. در رقابت‌های کی وان از تکنیک رشته‌های موای تای، کاراته، تکواندو، ساواته، ساندا، کیک بوکسینگ، بوکس و دیگر هنرهای رزمی استفاده می‌شود.
قوانین آن همچون قوانین کیک بوکسینگ است با این تفاوت که در کی وان قوانین ساده‌تر و شرایط برای ناک اوت حریف آسان‌تر می‌باشد و این امر باعث هیجان بیشتر در این رقابت‌ها شده. مهم‌ترین تفاوت بین کیک‌بوکسینگ در کی وان و کیک بوکسینگ استفاده از زانو در مبارزه است که در رقابت‌های کی وان آزاد و در کیک بوکسینگ خطا محسوب می‌شود.
این مسابقات را پیش از این شرکت EFG ژاپن برگزار می‌کرد. اما در سال ۲۰۱۱ میلادی وقتی مرحله نهایی مسابقات جایزه بزرگ برگزار نشد، شایعه مشکلات مالی EFG بالا گرفت و درنهایت در ۲۸ اردیبهشت ماه ۹۱، ژاپن تایمز خبر ورشکستگی EFG را اعلام کرد. اما عنوان تجاری K-1 پیش از این به یک شرکت هنگ کنگی فروخته شده بود و این تشکیلات جدید قرار شد ازنو برگزاری مسابقات K-1 را از سر بگیرد. مسابقات جایزه بزرگ K-1 و همچنین مسابقات K-1 MAX که در رده وزنی میان وزن برگزار می‌شود علاوه بر اعتبار از لحاظ جایزه نقدی در بین مسابقات رایج کیک بوکسینگ و موی تای بیشترین پرداختی را به فایترها داشته و دارند.